# Feckerchilbi

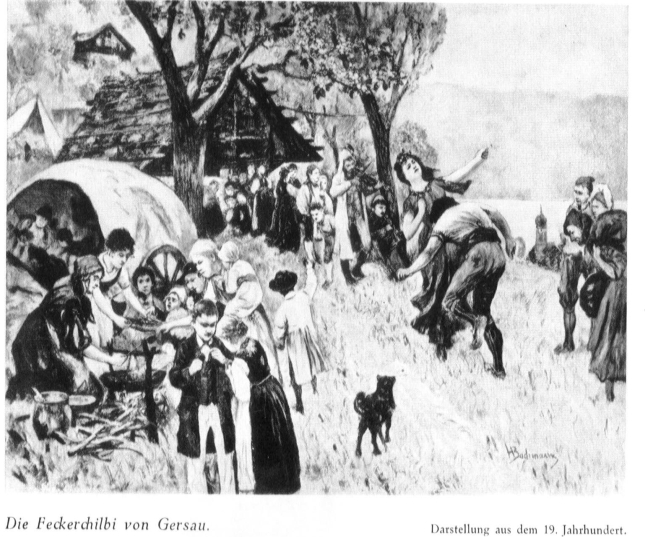
Feckerchilbi im 19. Jahrhundert

Die Feckerchilbi (auch Fekkerchilbi geschrieben) ist ein traditionell alljährlich stattfindendes kirchweihähnliches Treffen der Jenischen und des Fahrenden Volkes. Bezeugt ist die Durchführung der Feckerchilbi für die Zeiten 1722–1817 und 1982–1989  in Gersau. Seit 2003 wird sie in unregelmässigen Abständen und an wechselnden Orten durchgeführt. 2009 veranstaltete die Radgenossenschaft erstmals eine Feckerchilbi in Brienz. 2010 wurde an der Feckerchilbi die erste Schweizermeisterschaft im Bootschen durchgeführt. Am 7. Oktober 2011 wurde die Feckerchilbi in die Liste der lebendigen Traditionen in der Schweiz aufgenommen. Auch 2011 und 2012 war die Feckerchilbi in Brienz, 2013 fand sie auf dem Zürcher Helvetiaplatz, 2016 in Bern, 2018 in Freiburg und 2022 in Chur statt.

## Geschichte

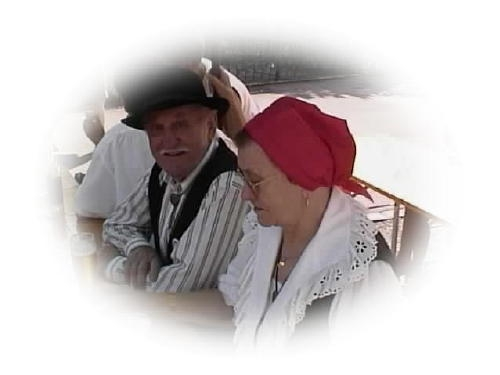
Altvater Clemente Graff an der Feckerchilbi 2003

Lokalhistoriker datieren die ersten Belege der Feckerchilbi ins 16. Jahrhundert. Ihre Anfänge und Wurzeln sind jedoch nur aus einzelnen Dokumenten erahnbar. Die eigenständige Kleinstrepublik Gersau soll das fahrende Volk der Sage nach ganzjährig konsequent aus ihrem Land vertrieben haben. Weil für ihre Kirchweih der Zuzug von Schaustellern sinnvoll war und um das fahrende Volk nicht über Gebühr zu erzürnen, wurden die Fahrenden an den Kirchweihtagen in der Gemeinde nicht nur toleriert, sondern auch traditionell bewirtet.

### Zeitungsbericht aus dem Jahr 1830
Im «Waldstätter Boten» vom 22. Juni 1830 findet sich eine zeitgenössische Schilderung. Sie zeigt, dass dieses Treffen eine Art jenischer Landtag war, wo neben Tanz und Festbetrieb auch die politische Diskussion ihren Platz hatte:
«Am Samstag, Sonntag und Montag nach der hiesigen Kirchweih dürfen die Gauner (in Gersau Fecker genannt) von der Polizey nicht weggewiesen werden; sie halten dann ihren Landtag, der sehr zahlreich besucht wird. Während diesen drei Tagen führen sich diese Leute untadelhaft auf; Streit, Zänkereien, Diebstähle sind etwas Unerhörtes (...). Am Sonntag nach dem Gottesdienste versammelten sie sich nach alter Sitte, der Landjäger an ihrer Spitze, und zogen von Haus zu Haus, eine Kirchweihgabe zu erbetteln. (...) Nach beendigtem Umzug kehrten sie wieder in ihre Schlupfwinkel zurück, und in den Scheunen wurde munter getanzt. Die ältern Männer zogen sich in einen Gaden zurück, um die Angelegenheiten der wandernden Republik zu berathschlagen.»

### Verbot der Feckerchilbi 1832

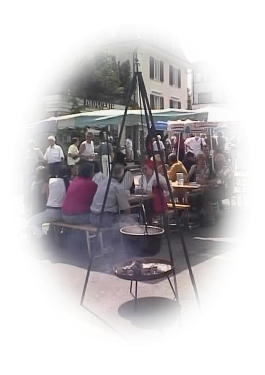
Traditionelle Kaffeeküche an der Feckerchilbi 2003

Nach der unfreiwilligen Eingliederung der von alters her autonomen und freien Republik Gersau am Vierwaldstättersee in den Kanton Schwyz im Jahr 1817, nach dem Kellerhandel 1824/27 und nach der politischen, militärischen und polizeilichen Durchsetzung einer kantonalen Zentralverwaltung im Gefolge regionaler Zwiste im Lande Schwyz um 1832/33, war die Feckerchilbi abgeschafft
worden.

### Zeitzeugenbericht 1864
Regierungsrat Camenzind aus Gersau weist in seiner 1864 veröffentlichten rückblickenden Darstellung des damals bereits seit über 30 Jahren abgeschafften jenischen Treffens noch auf andere Aspekte der Feckerchilbi hin: «An der gewöhnlichen Kirchweihe, seit 1722 je am ersten Sonntag nach Auffahrt Christi abgehalten, fanden sich von Nah und Fern Vagabunden aller Art mit Weib und Kind, hundert bis zweihundert an der Zahl, in Gersau ein.» Auch er erwähnt den Bettelumzug, fügt aber bei: «Nach diesem Umzug kehrten sie wieder in ihr Hauptquartier zurück, wechselten die Kleider, um möglichst <aufgeputzt> zu erscheinen, und nun beginnen auch für sie die allgemeinen Kilbifreuden. (...) Am Montag ist Jahrmarkt. Da kommen auch die Fecker, um ihre Einkäufe zu machen, und wahrlich, sie sind nicht die schlechtesten Käufer.» Eine politische Funktion als Treffen oder «Landtag» der Fahrenden will der Schwyzer Regierungsrat der Feckerchilbi nicht zugestehen, dafür erwähnt er die Funktion des jenischen «Altvaters»: «Ein von ihnen erwählter Altvater erhält die Ordnung aufrecht und höchst selten gibt es Streitigkeiten.» Dann schreibt er weiter: «Am Dienstag mussten die Fecker das Land wieder verlassen, sonst wurden sie polizeilich fortgeführt. (...) In den 1830er Jahren, bei strengerer Handhabung der Polizei, wurde die Feckerkilbi abgeschafft; indessen erschienen noch lange einzelne Paare, um an der allgemeinen Kirchweih Anteil zu nehmen.»

## Feckerchilbi im 20. Jahrhundert

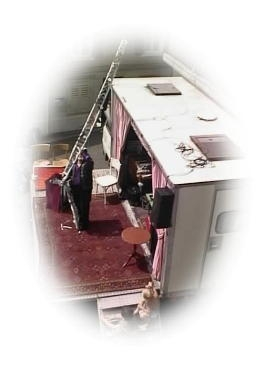
Arno Black an der Feckerchilbi 2003

Als in den 1980er-Jahren ein Gersauer Festkomitee zum Jubiläum der Republik auch wieder eine Feckerchilbi abhalten wollte, mussten die Gersauer beim Regierungsrat des Kantons Schwyz eine Bewilligung einholen, denn das Verbot von 1848 wurde nie ausser Kraft gesetzt. Die Jenischen und die Gersauer versuchten zusammen, an den alten Traditionen anzuknüpfen. So fanden in loser Folge wieder einige Feckerchilben statt, in der zeitgemässen Variante natürlich durchorganisiert mit einem OK von Dorfnotablen und einem jenischen Beirat. An der Feckerchilbi selbst war dann jeweils aber nicht allzu viel davon zu spüren: «die vielen Musiken und der berühmt-berüchtigte Fecker-Kaffee liessen die anarchischen Freuden früherer Zeiten wieder aufleben». An der Feckerchilbi 1982 nahm auch Werner Stauffacher, Zentralsekretär von pro juventute, teil und entschuldigte sich bei den Fahrenden. Zur Feckerchilbi 2003 schrieb der Bezirksrat: "Der Anlass liegt aber auch im Interesse von Gersau selbst. Mit einer Neuauflage der Fekkerchilbi wird Gersau über die Region hinaus als weltoffener, toleranter Ferien- und Erlebnisort in Erinnerung gerufen. Eine gelungene Fekkerchilbi hat Signalwirkung für weitere Anlässe in Gersau. Insofern steht die Wiedereinführung in Übereinstimmung mit den Zielsetzungen des von Gersau verabschiedeten Businessplans zur Förderung von Gersau als Tourismus- und Gewerbestandort."
Die Feckerchilben des 20. Jahrhunderts knüpften eng an den Traditionen an. So bestimmten die Jenischen beispielsweise wieder einen Altvater. Von 1982 bis 2003 hatte Clemente Graff, ein Mitbegründer der Radgenossenschaft der Landstrasse und eines der ersten Opfer von Kinder der Landstrasse, dieses Amt inne. Die Jenischen präsentierten am dreitägigen Feckermarkt altes Handwerk und ihren zeitgenössischen Lebenserwerb, z. B. als Antiquitätenhändler. Das Unterhaltungsprogramm bestritten Musiker wie Häns’che Weiss, Mario Feurer (Minstrels, Trio Grande), Baschi Bangerter (Baschi's Scharotl), Tschawo Minster (Latsche Tschawe), Zirkus- und Gauklertruppen wie Circus Rigolo, Schönauer's Broadway Variété und Arno Black, der Baron der Gaukler. Jedoch auch zeitgenössisches kam an den neuen Feckerchilben nicht zu kurz. Podiumsdiskussionen, thematische Wanderausstellungen, Lesungen von Schriftstellerinnen brachten dem Publikum die Anliegen der heutigen Fahrenden näher. 1985 zogen die Jenischen von Gersau aus nach Luzern, wo sie mit ihren Wohnwagen neben dem Verkehrshaus die erste politische Demonstration von Jenischen durchführten, um auf den Mangel an Stellplätzen aufmerksam zu machen. 2010 traten in Brienz neben Musikern, die traditionelle Musik wie Gypsy-Jazz oder Schwyzerörgli-Musik darbieten, mit den Sängern Syntax und No Mad erstmals Rapper auf. Die beiden Musiker aus Paris nennen ihre Musik "Rap Manouche". An der Feckerchilbi 2016 in Bern trat als Gastredner Bundesrat Alain Berset auf. In seiner Rede sagte Bundesrat Berset: «Sie – Jenische und Sinti – sind als nationale Minderheit anerkannt.». 2018 fand die Feckerchilbi, organisiert von der Radgenossenschaft der Landstrasse, erstmals in der Westschweiz statt und zwar in der Stadt Freiburg / Fribourg.

## Markenrechtliche Unterschutzstellung
Ein 2019 gegründeter Verein Feckerverein hat sowohl den Begriff Fecker wie auch den Begriff Feckerchilbi markenrechtlich schützen lassen. Was bisher ein allgemeines Kulturgut war, ist seither Eigentum eines privaten Vereins. Die bisherige Hauptorganisatorin, die Radgenossenschaft der Landstrasse, spricht vom möglichen Ende der Feckerchilbi.

## Die Feckerchilbi in Literatur und Kunst

### Sachliteratur
- Radgenossenschaft der Landstrasse: Die Feckerchilbi. Ein jenisches Fest. Und ein nationales Kulturgut der Schweiz. Zürich 2018. (102 Seiten), ISBN 978-3-033-06999-2.
- Franziska Schläpfer (Hrsg.): Innerschweiz fürs Handgepäck. Unionsverlag, Zürich 2011, ISBN 978-3-293-20513-0. Darin: Venanz Nobel: Feckerchilbi in Gersau, S. 152–158.
- Anne-Marie Dubler: Fahrende. In: Historisches Lexikon der Schweiz.
- Hansjörg Roth: Jenische. In: Historisches Lexikon der Schweiz.

### Belletristik
- Isabelle Kaiser: Der wandernde See. J. P. Bachem, Köln 1910. (Historischer Roman, von der Autorin «dem Volke Unterwaldens gewidmet». Darin: Der alljährliche Durchzug einer Zigeunersippe zur Gersauer Feckerchilbi sorgt für Feuersbrünste und unehelichen Nachwuchs. Eine hübsche Tochter dieser Fahrenden verdingt sich als Magd einem griesgrämigen Bauern und vermag ihn darauf derart zu fesseln, dass sie in der Folge von der Bäuerin im Ehebett erschlagen wird.)
- Arthur Zimmermann: Die Feckerkilbi von Gersau. NSB, Zürich 1943. (Handelt 1426, historisierende Liebesgeschichte im Milieu der Feckerchilbi. Der Autor scheint gutes Quellstudium betrieben oder gute mündliche Quellen konsultiert zu haben.)

### Musik

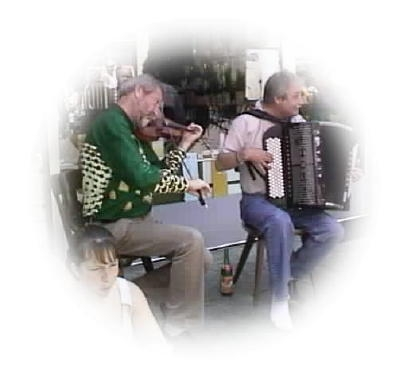
Mario Feurer an der Feckerchilbi 2003

- Fecker-Chilbi, Ländler von Fritz Dünner
- Baschi’s Scharotl: Fekker-Chilbi, Langspielplatte, PAN 132.058, Schweiz 1982. feat. Alfred Baschi Bangerter, Aschi Feller, Asita Hamidi, Annermarie Kur. Die Gruppe Baschi’s Scharotl trat an einer der ersten Feckerchilben der Neuzeit live auf.
- Feckerchilbi 2004 Andrea Panitz und andere[15]

### Theater
- Anton Bucher: De Fischertoni. Mundartdrama, 1930. (In der Geschichte der freien Republik Gersau und in der romantischen Feckerchilbi findet Anton Bucher einen Stoff für ein erfolgreiches Volkstheater.)[16]